# Бабий, Олег Иванович
Оле́г Ива́нович Баби́й (укр. Олег Іванович Бабій, позывной — Макгрегор; 22 октября 1990, Миловице — 30 августа 2023, Сольцы) — украинский военнослужащий, полковник, участник российско-украинской войны. Герой Украины (2023, посмертно).

## Биография
Родился 22 октября 1990 года в городе Миловице, Чехия, в семье военных. В 2007 году окончил среднюю школу № 49 во Львове. В 2011 году завершил обучение в Академии сухопутных войск имени гетмана Петра Сагайдачного по специальности «Управление действиями подразделений аэромобильных войск» . В 2014 году получил второе высшее образование в Львовском национальном университете имени Ивана Франко по направлению «Менеджмент организации и администрирование».
С 2014 года принимал участие в боевых действиях на востоке Украины. С начала полномасштабного вторжения России в Украину в 2022 году организовывал и проводил специальные операции на временно оккупированных территориях Украины и на территории России, за что неоднократно награждался.
30 августа 2023 года погиб на территории России, прикрывая отход своей группы в бою с сотрудниками ФСБ.

## Награды
- Звание «Герой Украины» с удостоением ордена «Золотая Звезда» (2023, посмертно) — за личное мужество и героизм, проявленные в защите государственного суверенитета и территориальной целостности Украины, верность военной присяге[2].
- Орден Богдана Хмельницкого I степени — за личное мужество и высокий профессионализм, проявленные в защите государственного суверенитета и территориальной целостности Украины, верность военной присяге.
- Орден Богдана Хмельницкого II степени — за личное мужество и высокий профессионализм, проявленные в защите государственного суверенитета и территориальной целостности Украины, верность военной присяге.
- Орден Богдана Хмельницкого III степени — за личное мужество и высокий профессионализм, проявленные в защите государственного суверенитета и территориальной целостности Украины, верность военной присяге.
- Орден «За мужество» III степени — за личное мужество и самоотверженные действия, проявленные в защите государственного суверенитета и территориальной целостности Украины, верность военной присяге.

## Память
22 января 2024 года, в День соборности Украины, на фасаде школы № 49 во Львове, где учился Олег Бабий, открыта мемориальная доска в его честь.